# Edgar Allan Poe
Edgar Allan Poe (19. ledna 1809 Boston – 7. října 1849 Baltimore) byl americký romantický básník, prozaik, literární teoretik a esejista.
Byl autorem zpravidla fantastických a mystických příběhů a zakladatelem detektivního a hororového žánru. Dokázal mistrovsky zachytit stav osoby, která příběh vypráví. Další díla lze považovat za ranou science fiction, z jeho pera pochází i několik humoristických příběhů. Svým dílem definoval podobu moderní americké literatury.

## Život

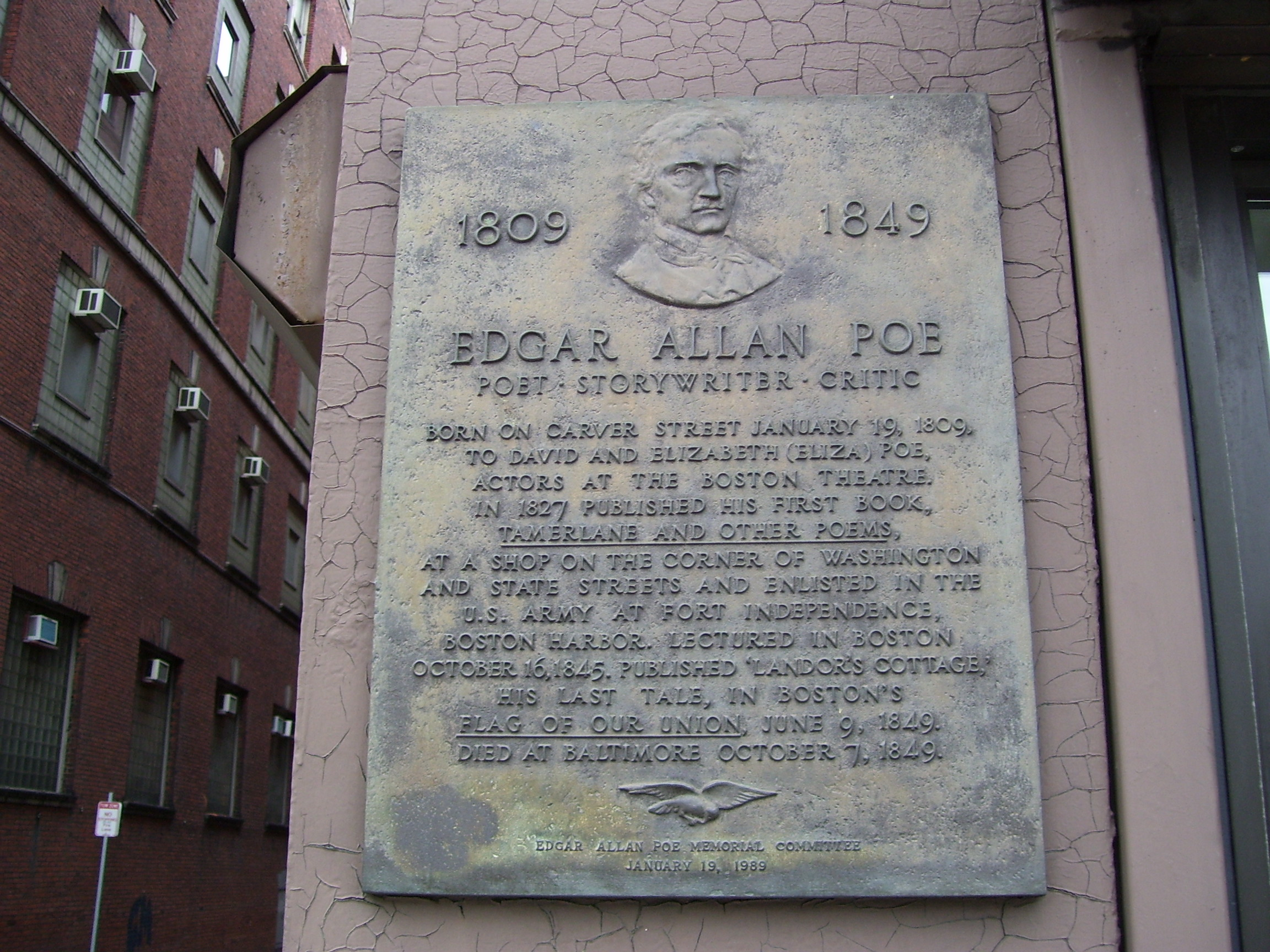
plaketa označující místo Poeova narození v Bostonu

Narodil se 19. ledna 1809 v Bostonu, Massachusetts. Byl jedním ze tří dětí páru kočovných herců Elizabeth a Davida Poeových. Jeho otec trpěl alkoholismem a opustil rodinu roku 1810. Matka zemřela v roce 1811 ve věku 24 let na tuberkulózu a zanechala tak po sobě tři sirotky: malého Edgara, jeho mentálně postiženou sestru Rosalii a bratra Williama, který stejně jako otec propadl alkoholismu a předčasně zemřel.
Jako tříletý sirotek byl Edgar svěřen do sirotčince v Richmondu, kde se jej po relativně krátké době ujala rodina Allanů, velkoobchodníků s tabákem; odtud plyne Poeovo prostřední jméno Allan. Rodina po nějaký čas bydlela v Liverpoolu a v roce 1815 byl Edgar poslán do internátní školy nejdříve ve Skotsku, potom v Londýně. Tajemná Anglie se tak stala mladému Edgarovi zdrojem inspirace po celý život. Dodala jeho pozdějším dílům onu fantaskní, tak typicky poeovskou hrůzostrašnost.
V roce 1820 se vrátil do Richmondu. Už na střední škole vynikal znalostí literatury a historie, studoval francouzštinu a latinu. Od roku 1826 studoval literaturu na University of Virginia, kde však začal mít potíže s alkoholem a s hráčskými dluhy; pro ně se později rozešel se svým nevlastním bratrem, jenž je za Edgara odmítal platit. Ten se pokusil vydělat peníze vydáním sbírky Tamerlán a jiné básně, ale o knihu nebyl zájem, přestože obsahovala výborné básně, jako Sen ve snu, Duchové mrtvých či Jezero. Poe ve finanční krizi vstoupil k dělostřeleckému pluku v Bostonu a byl převelen na Sullivanův ostrov do pevnosti Fort Moultrie, kde sloužil od listopadu 1827 do prosince 1828. Na přání pana Allana se zapsal na vojenskou akademii ve West Pointu. Zde se však ukázal jako nedisciplinovaný voják a byl brzy propuštěn. Po propuštění došlo k rozporům a následně i k rozchodu s otčímem. Pokračoval v literární činnosti, pokoušel se prosadit zprvu jako básník, později psaním povídek. Básnická sbírka Básně od Edgara A. Poea z roku 1831 je věnována sboru kadetů Spojených států.
Od roku 1831 do roku 1835 žil v Baltimore u své tety. V roce 1833 se setkal s prvním úspěchem, když získal hlavní cenu na soutěži organizované baltimorským týdeníkem Saturday Visitor se svým příběhem Rukopis nalezený v láhvi. V roce 1836 se oženil se svou třináctiletou sestřenicí Virginií Clemm. Zemřela na tuberkulózu o jedenáct let později v roce 1847. Poe vyjádřil svůj zármutek v básni Annabel Lee.
V roce 1835 se vrátil do Richmondu, kde psal povídky a recenze pro literární měsíčník Southern Literary Messenger. Později pracoval jako redaktor časopisu Gentlemen’s Magazine (Graham’s Magazine). Alkohol a drogy způsobovaly Poeovi intenzivní stavy deprese a ohrožovaly i jeho zaměstnání, přestože jeho přičiněním časopisy zvýšily svou prestiž. Nízký plat ho nutil hledat vedlejší příjmy svou vlastní literární tvorbou.
Postupně si získával jméno v literárních kruzích jako úspěšný vypravěč. Ve svých povídkách stále více využíval prvky napětí a hororu, vyznačovaly se hlubokou psychologickou analýzou postav. Čtenářský úspěch zaznamenaly hlavně povídky Jáma a kyvadlo a Zlatý brouk, která byla krátce po vydání zdramatizována. V roce 1843 časopis Saturday Evening Post zveřejnil jeho životopis a podobiznu. Poe se kromě vlastní tvorby věnoval i literární teorii, psal eseje na téma básnických principů, metody psaní, jazykových prostředků a podobně.

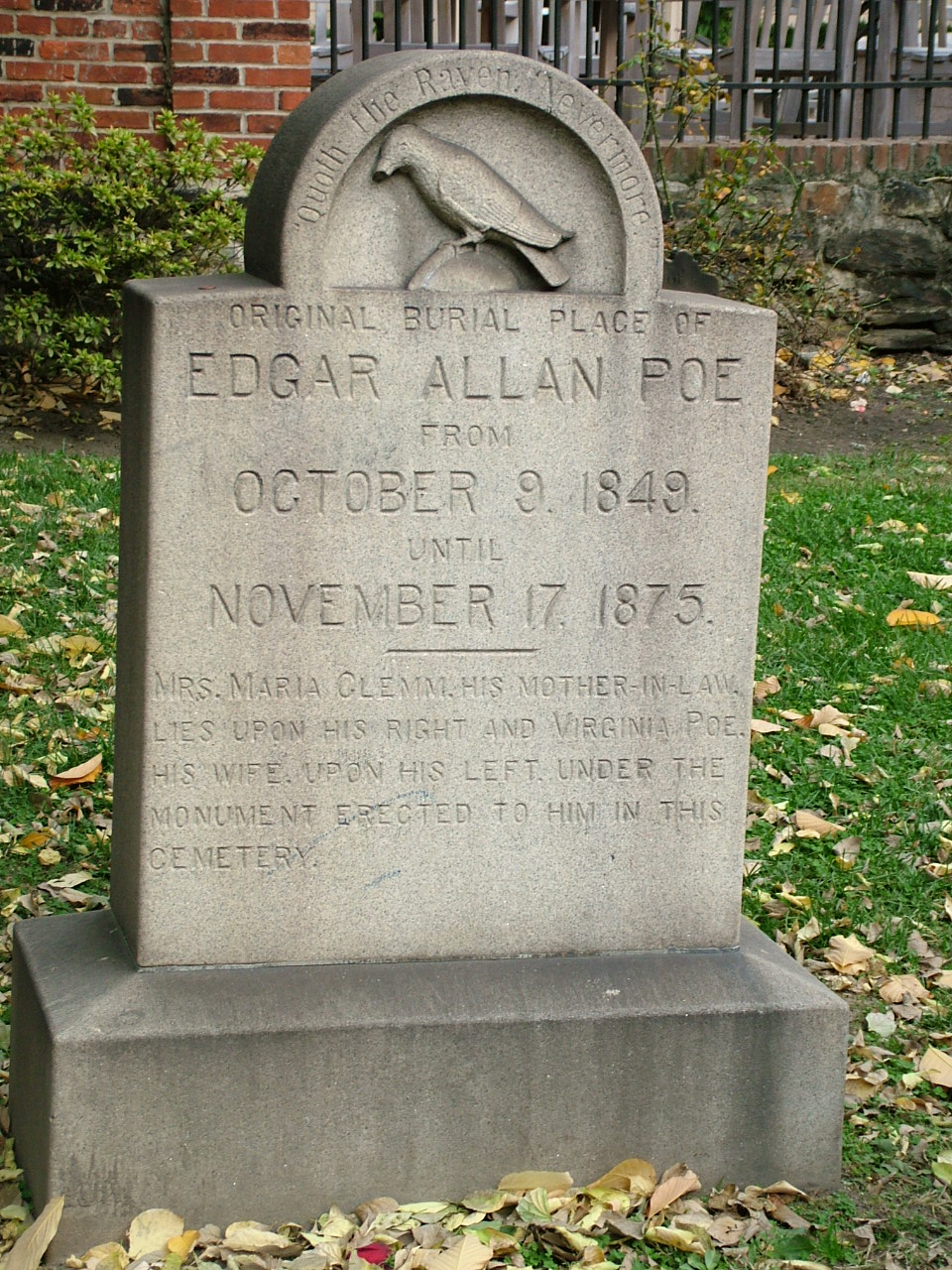
náhrobní kámen na místě původního hrobu E.A.Poea v Baltimore

V roce 1844 se s manželkou usadil v New Yorku, kde předpokládal snazší možnost obživy. Žili v malém venkovském domě ve Fordhamu severně od města (nyní v Bronxu). Pracoval zde pro časopis Evening Mirror, který v lednu 1845 uveřejnil Havrana, báseň, kterou doslova ohromil tehdejší veřejnost. Poe tehdy zažil krátké období slávy a mondénních úspěchů. Ve městě Providence měl před dvěma tisíci posluchači přednášku ke své eseji o básnickém principu, v níž představil své pojetí poezie. Rodný Richmond na jeho počest uspořádal slavnostní recepci, které se však nemohl zúčastnit, protože neměl vhodné oblečení. Jeho alkoholové a drogové dluhy jej však z onoho postavení brzy stačily uvrhnout zpět do zoufalé bídy.
Poeova smrt byla hodna děl, kterým se věnoval. Dne 3. října 1849 byl nalezen opilý (a zřejmě i pod vlivem omamných látek) na baltimorském chodníku v blízkosti Light Street. Byl urychleně hospitalizován, ale z kómatu, do kterého následně upadl, se po celé čtyři dny neprobral. Zemřel na krvácení do mozku v ranních hodinách 7. října 1849. Pohřbu na presbyteriánském hřbitově v Baltimore se zúčastnili čtyři lidé. Náhrobní kámen, který objednal v roce 1860 básníkův bratranec Neilson Poe, se nešťastnou náhodou rozbil dřív, než mohl být umístěn na hrob. V roce 1865 byla uspořádána sbírka na nový náhrobní kámen s epitafem, který připomíná jeho nejslavnější báseň Havran: Quoth the Raven, Nevermore  (Havran říká: „Už nikdy!“).
Od roku 1949 se zde scházeli ctitelé v den básníkova narození 19. ledna. Až do roku 2009 sem v noci přinášel neznámý obdivovatel každý rok tři růže a láhev koňaku.
Později mu byl vybudován nový náhrobek, kde je uložen se svou ženou a její matkou. U příležitosti dvoustého výročí básníkova narození uspořádalo Poeovo muzeum v Baltimoru tichý slavnostní pohřeb 11. října 2009.

## Osobnost

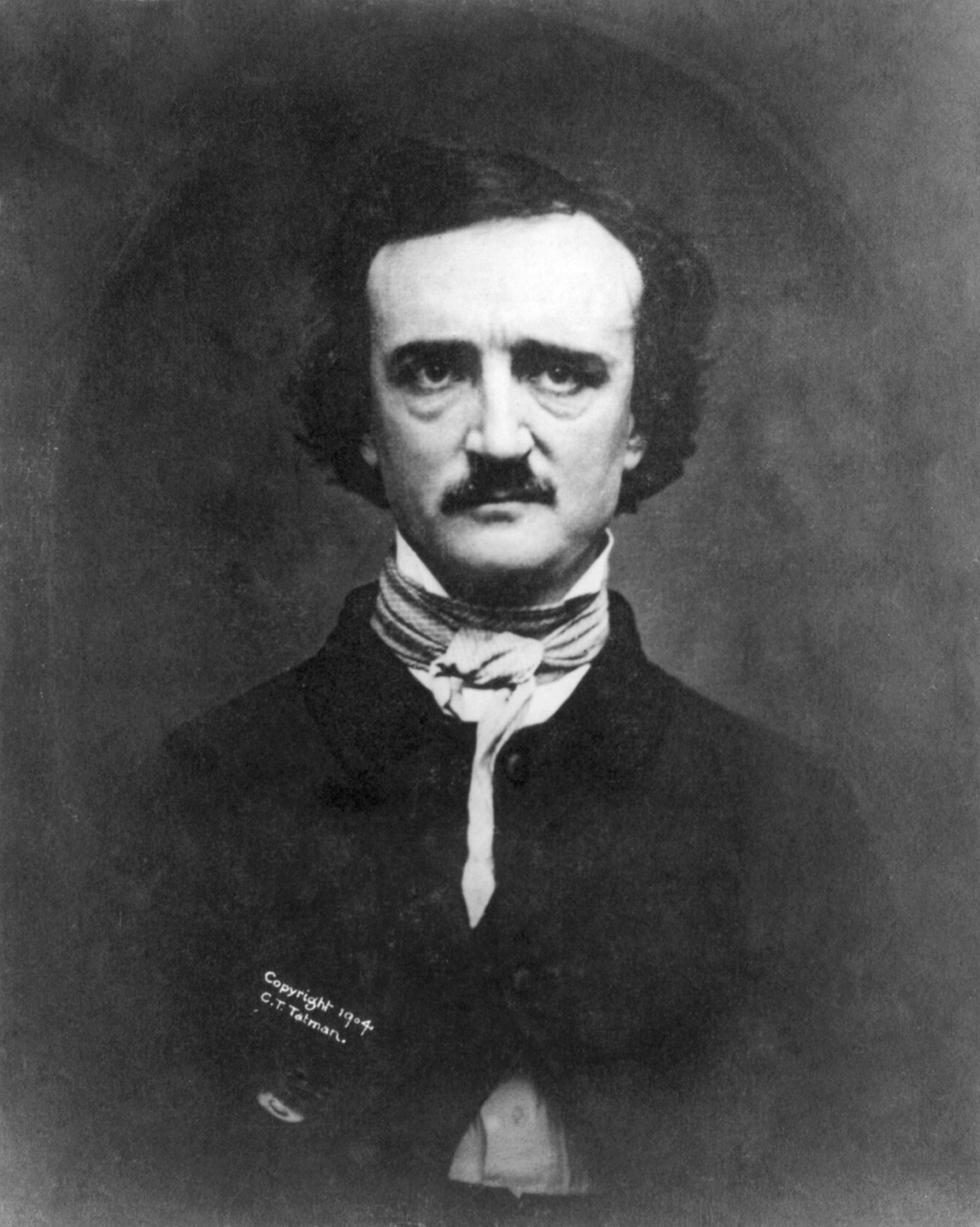
Edgar Allan Poe, daguerrotypie z roku 1848

Edgar Allan Poe byl obdarován vysokou inteligencí, byl velice zdvořilý, ale také až přehnaně prudký a divoký.
Již od dětství četl díla Lorda Byrona, Samuela Taylora Coleridge a většinu romantických autorů své doby. Hlouběji se rovněž zabýval kosmogonií, přírodními vědami a mysticismem. Tyto své znalosti následně používal při psaní svých děl (např. Pád do Maelströmu, Tisící druhý Šeherezádin příběh, Tři neděle v týdnu), kdy dokázal s matematickou přesností dosáhnout geniálního efektu a zanechat tak ve čtenáři předem psychologicky promyšlenou impresi (většinou strachu či hnusu, často ale i humoru a překvapení).
Ještě za svého života ztratil všechny ženy, které miloval, a znesvářil se se všemi lidmi, kteří by mu byli v těžkých okamžicích schopni pomoci. Žil v takřka nepřetržité bídě, přestože se i za svého života dočkal jisté slávy (zejména svými žurnalistickými pracemi).

## Dílo a vliv
Je autorem mnohých povídek a básní. Do Evropy se za Poeova života takřka neznámé dílo dostalo především díky překladům Charlese Baudelaira a částečně i Stéphana Mallarmého. Charles Baudelaire o něm napsal: „Ze všeho, co jsem četl, nabývám přesvědčení, že Spojené státy byly pro Poea jediné velké vězení a jeho vnitřní, duchovní svět básníka nebo i pijáka byl jediným vytrvalým úsilím uniknout vlivu této odporné atmosféry.“
Jeho dílo bylo inspirací mnoha pozdějších autorů (z nichž jmenujme asi nejznámějšího sira Arthura Conana Doyla a jeho kultovního hrdinu Sherlocka Holmese, jehož podoba je výrazně ovlivněna Poeovou postavou výjimečně inteligentního detektiva Dupina).
Svou stopu zanechal nejen na francouzských básnících Charlesi Baudelairovi a Stéphanu Mallarmém, ale například i na Paulu Valérym, Juliu Vernovi (zejména onou až vědeckou přesností popisu) a v neposlední řadě i na Fjodoru Dostojevském a již zmíněném Arthuru Conanu Doylovi. Jeho pravým dědicem a pokračovatelem se však stal Howard Phillips Lovecraft, který v Poem ražené cestě pokračoval do ještě extrémnějších zákoutí hrůzy a hnusu.
Ani v moderní literatuře není Poe zcela bez vlivu. Jeho vliv je přítomen především v britské literatuře (zasáhl i do široce populárního díla Joanne Kathleen Rowlingové). Mnohá z Poeových děl byla nejen zdramatizována, ale i zfilmována a převedena do komiksové podoby. Široce se nechal Poeovou literaturou inspirovat např. Ray Bradbury, který neskrývaje svou adoraci k Poeovu dílu, věnoval jeho osobnosti celou kapitolu z Marťanské kroniky (syntetizoval zde dva zdánlivě odlišné prvky z Masky červené smrti a z Jámy a kyvadla).

## Dílo

### Sbírky básní
- Tamerlán a jiné básně (Tamerlane And Other Poems – 1827)
- Al Aaraaf, Tamerlán a menší básně (Al Aaraaf, Tamerlane and Minor Poems – 1829)
- Básně (Poems – 1831)
- Havran a další básně (The Raven and Other Poems – 1845)
  - Originální anglický text a české překlady Havrana na Wikizdrojích (Wikisource)
  - Zvukový záznam v angličtině na LibriVox

### Samostatné básně
- Ulalume – 1847
- Euréka – prosaická báseň (Eureka (1848)
- Zvony (The Bells – 1849) (originál na Wikisource)
- Eldorado – 1849

### Sbírky povídek vydané za Poeova života
- Grotesky a arabesky (Tales Of The Grotesque And Arabesque), 1839
- Černý kocour a jiné povídky (The Black Cat And Other Stories), 1843
- Povídky (Tales – 1845)

### Povídky

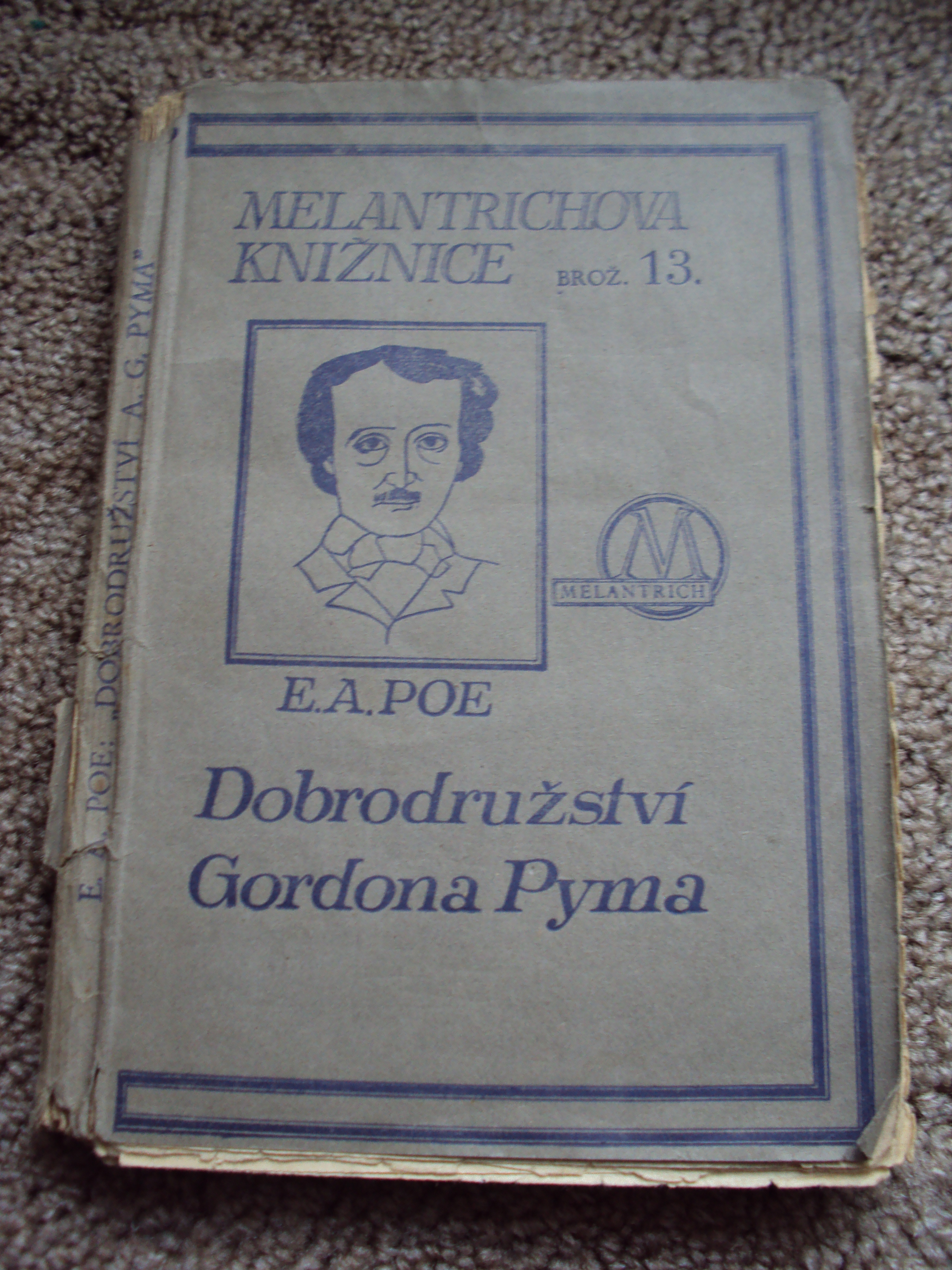
České vydání z roku 1929

Povídky, v nichž vystupuje postava C. Auguste Dupin (seřazeno podle roku vydání):
- Vraždy v ulici Morgue (The Murders In The Rue Morgue – 1841, originál na Wikisource, česky v Krameriovi)
- Záhada Marie Rogêtové (The Mystery Of Marie Rogêt – 1842–1843, originál na Wikisource)
- Odcizený dopis (The Purloined Letter – 1844, originál na Wikisource)

Ostatní česky nebo slovensky vydané povídky (seřazeno podle roku vydání):
- U konce s dechem (Loss of Breath – 1832, originál na Wikisource)
- Vévoda De L'Omelette (The Duc De L'Omelette – 1832, originál na Wikisource)
- Jeruzalémská povídka (A Tale of Jerusalem – 1832, originál na Wikisource)
- Ohnivý kůň (Metzengerstein – 1832, originál na Wikisource, česky v Krameriovi)
- Bon-Bon (Bon-Bon – 1832, originál na Wikisource)
- Rukopis nalezený v láhvi (MS. Found in a Bottle – 1833, originál na Wikisource)
- Dostaveníčko (The Assignation – 1834, originál na Wikisource)
- Berenice (Berenice – 1835, originál na Wikisource, česky v Krameriovi)
- Král Mor (King Pest – 1835, originál na Wikisource)
- Dělat lva (Lionizing – 1835, originál na Wikisource)
- Morella (Morella – 1835, originál na Wikisource)
- Bezpříkladná dobrodružství jistého Hanse Pfalla (The Unparalleled Adventure of One Hans Pfaall – 1835, originál na Wikisource)
- Stín – Podobenství (Shadow – A Parable – 1835, originál na Wikisource)
- Čtyři zvířátka v jednom: Homo-Camelopardalis (Four Beasts in One: The Homo-Cameleopard – 1836, originál na Wikisource)
- Jak se píše do časopisu aneb Petr Tůdle (Magazine-Writing – Peter Snook – 1836)
- Mystifikace (Mystification – 1837, originál na Wikisource)
- Ligeia (Ligeia – 1838, originál na Wikisource)
- Mlčení – Bajka (Silence – A Fable – 1838, originál na Wikisource)
- V tísni (A Predicament – 1838, originál na Wikisource)
- Zánik domu Usherů (The Fall of the House of Usher – 1839, originál na Wikisource, česky v Krameriovi)
- Rozhovor Eirose s Charmionem (The Conversation Of Eiros And Charmion – 1839, originál na Wikisource)
- Ďábel ve zvonici (The Devil in the Belfry – 1839, originál na Wikisource)
- William Wilson (William Wilson – 1839, originál na Wikisource)
- Muž, který se rozpadl (The Man that Was Used Up – 1839, originál na Wikisource)
- Muž davu (The Man Of The Crowd – 1840, originál na Wikisource)
- Proč ten malý Francous nosí ruku v pásce (Why the Little Frenchman Wears His Hand on a Sling – 1840, originál na Wikisource)
- Obchodník (The Business Man – 1840, originál na Wikisource)
- Ostrov víl (The Island of the Fay – 1841, originál na Wikisource)
- Tři neděle v týdnu (Three Sundays in a Week – 1841, originál na Wikisource)
- Pád do Maelströmu (A Descent into the Maelström – 1841, originál na Wikisource)
- Eleonora (Eleonora 1841, originál na Wikisource, česky v Krameriovi)
- Nikdy se s čertem nesázej o hlavu! (Never Bet the Devil Your Head – 1841, originál na Wikisource)
- Medailon (The Oval Portrait – 1842, povídka v češtině na Wikizdrojích)
- Maska červené smrti (The Masque of the Red Death – 1842, originál na Wikisource, česky v Krameriovi)
- Jáma a kyvadlo (The Pit and the Pendulum – 1842, povídka v češtině na Wikizdrojích)
- Zlatý brouk (The Gold Bug – 1843, originál na Wikisource, česky v Krameriovi)
- Černý kocour (The Black Cat – 1843, originál na Wikisource)
- Zrádné srdce (The Tell-Tale Heart – 1843, povídka v češtině na Wikizdrojích)
- O šizení jakožto exaktní vědě (Diddling, Considered as one of the Exact Sciences – 1843, originál na Wikisource)
- Mesmerické odhalení (Mesmeric Revelation – 1844, originál na Wikisource)
- Literární život váženého pana Tenta Nonce (The Literary Life of Thingum Bob, Esq. – 1844, originál na Wikisource)
- Příběh z Rozeklaných hor (A Tale Of The Ragged Mountains – 1844, originál na Wikisource)
- Předčasný pohřeb (The Premature Burial – 1844, originál na Wikisource)
- Senzace s balónem (The Balloon-Hoax – 1844, originál na Wikisource)
- Podlouhlá bedna (The Oblong Box – 1844, originál na Wikisource)
- Vrah jsi ty! (Thou Art the Man – 1844, originál na Wikisource)
- Anděl pitvornosti (The Angel of the Odd – 1844, originál na Wikisource)
- Metoda doktora Téra a profesora Péra (The System of Dr. Tarr and Prof. Fether – 1844, originál na Wikisource)
- Brýle (The Spectacles – 1844, originál na Wikisource)
- Na slovíčko s mumií (Some Words with a Mummy – 1845, originál na Wikisource)
- Démon zvrácenosti (The Imp of the Perverse – 1845, originál na Wikisource)
- Tisící druhý Šeherezádin příběh (The Thousand-And-Second Tale of Scheherazade – 1845, originál na Wikisource)
- Fakta případu monsieura Valdemara (The Facts in the Case of M. Valdemar – 1845, originál na Wikisource)
- Sud vína amontilladského (The Cask of Amontillado – 1846, originál na Wikisource)
- Smrtihlav (The Sphinx – 1846, originál na Wikisource)
- Arnheimské panství (The Domain of Arnheim – 1847, originál na Wikisource)
- Skokan (Hop-Frog – 1849, povídka v češtině na Wikizdrojích)
- Von Kempelen a jeho objev (Von Kempelen and his Discovery – 1849, originál na Wikisource)
- Landorova vila (Landor's Cottage – 1849, originál na Wikisource)

Povídky v anglickém originále (seřazeno podle roku vydání):
- The Colloquy of Monos and Una – 1841
- The Power of Words – 1841
- Mellonta Tauta – 1849
- X-ing a Paragrab – 1849

### Romány
- Příběhy Arthura Gordona Pyma (The Narrative Of Arthur Gordon Pym of Nantucket – 1838, česky v Krameriovi)
- The Journal of Julius Rodman (1840) – nedokončený román.

### Eseje
- Maelzelův Šachista (Maelzel's Chess-Player – 1836, originál na Wikisource)
- Kterak psáti článek pro Blackwood (How to Write a Blackwood Article – 1838, originál na Wikisource)
- Filosofie nábytku (Philosophy of Furniture – 1840, originál na Wikisource)
- A Few Words on Secret Writing (1841, originál na Wikisource)
- Morning on the Wissahiccon (1844, originál na Wikisource)
- Filosofie básnické skladby (The Philosophy of Composition – 1846, originál na Wikisource)
- Eureka: Esej o hmotném a duchovním vesmíru (Eureka: A Prose Poem), 1848, originál na Wikisource)
- The Rationale of Verse (1848, originál na Wikisource)
- The Poetic Principle (1848, originál na Wikisource)

### Ostatní díla
- Maják – nedokončené dílo (povídka nebo román), dle fragmentu textu E. A. Poea dokončil Robert Bloch, nedokončený text E. A. Poea na Wikisource
- The Conchologist's First Book (1838) – učebnice konchologie, která sice vyšla pod Poeovým jménem, ale napsal ji Thomas Wyatt. E. A. Poe jeho text upravil a zkrátil.[4]

### Povídkové sbírky a antologie
(česká a slovenská vydání obsahující povídky či básně E. A. Poea)
- Jáma a kyvadlo & jiné povídky (Nakladatelství XYZ, Ilustroval Lukáš 'Musa' Musil, 2017)
- Dobrodružství A.G.Pyma a jiné povídky (vydal Melantrich Praha roku 1929)
- Anděl pitvornosti (Argo, 2007)
- Černý kocour (Mladá fronta (edice Četba pro školy), 1988, 23-010-88, překlad Josef Schwarz, brožovaná, 152 stran, náklad 45 000)
- Černý kocour a jiné hororové povídky (B4U Publishing, 2007, překlad Dana Krejčová, ilustrace Luis Scafati, 2. upr. vyd.: 2013, 96 s., ISBN 978-80-87222-24-9)
- Démon zvrácenosti: Detektivní a jiné senzační příběhy, Hynek, s.r.o., 1999, ISBN 80-86202-45-3, překlad Josef Schwarz, vázaná, 184 stran, autor obálky: Petr Sacher
- Edgar (Dryada, 2008)
- Fantastic Tales / Fantastické příběhy (Fragment, 2004)
- Havran – šestnáct českých překladů
- Hrůzný stařec: Deset světových horrorů (Orbis, 1991)
- Jáma a kyvadlo a jiné povídky / The Pit and the Pendulum and other stories (Garamond, 2001)
- Jáma & kyvadlo a jiné fantastické příběhy (Nakladatelství XYZ, 2007)
- Jáma a kyvadlo a jiné povídky (Odeon 1975, 1978, 1987, 1988 a Levné knihy KMa 2002)
- Krajina stínů, (Aurora, 1998)
- Lupiči mrtvol: Světové horory (Orbis, 1970)
- Na slovíčko s mumií: Grotesky a jiné směšné příběhy (Hynek s.r.o., 1999)
- Pád do Maelströmu a jiné povídky (Argo, 2007, ISBN 978-80-7203-939-5, překlad Josef Schwarz a Ladislav Šenkyřík, vázaná, 248 stran, autor obálky: Alén Diviš)
- Předčasný pohřeb: Horrory a jiné děsivé příběhy (Hynek s.r.o., 1999)
- Předčasný pohřeb a jiné povídky (Mladá fronta, 1970)
- Půlnoční povídky (Albatros, sestavily Zuzana Ceplová a Jarmila Rosíková, 1989)
- Stráž u mrtvého a jiné hrůzostrašné povídky (Mladá fronta, sestavila Marie Švestková, 1969)
- V mistrově stínu: Povídky Edgara Allana Poea (Nakladatelství XYZ, 2010, ISBN 978-80-7388-301-0, překlad Vítězslav Nezval, Tomáš Pekárek, Josef Schwarz, Ladislav Šenkyřík, Jaroslav Vrchlický, vázaná, 384 stran, obálka: Isifa Image Service a Jakub Karman)
- Vraždy v ulici Morgue a jiné povídky (Mladá fronta 1960, 1964, 1969)
- Zlatý skarabeus a jiné povídky (Státní nakladatelství dětské knihy, 1967, překlad Vladimír Henzl, brožovaná, 82 stran, náklad 50 000, autor obálky: Marcel Stecker)
- (slovensky) Zlatý skarabeus (Tatran, 1967, 295 stran)
- Zlatý skarabeus: Devatero podivuhodných příběhů Edgara Allana Poea (Albatros (edice Klub mladých čtenářů), 1979, překlad Josef Schwarz, 228 stran, náklad 50 000)
- (slovensky) Havran; Zlatý skarabeus; Príhody Arthura Gordona Pyma (Tatran, 1984, překlad Jana Kantorová-Báliková a kol., 622 stran)
- Zrádné srdce: Výbor z díla (Naše vojsko, 1959, překlad Josef Schwarz, vázaná s papírovým přebalem, 676 stran)